# Erich Elstner
Erich Elstner (* 25. Februar 1910; † 10. Februar 1972) war ein deutscher Schauspieler und Regisseur.

## Leben
Erich Elstner stammte aus Reichenberg (Liberec) in Nordböhmen. Elstner war vor dem Zweiten Weltkrieg zunächst als Schauspieler und Operettenbuffo am Stadttheater Brünn engagiert; später wirkte er dort auch als Regisseur und Oberspielleiter des Lustspiels und der Operette. Er verfasste auch das Libretto zu der 1941 in Brünn uraufgeführten Operette Barbara von Guido Masanetz. In seiner Brünner Zeit entdeckte und förderte er ab 1943 den jungen, damals 16-jährigen Brünner Schauspieler Lutz Jahoda, der später in der DDR als Operettenbuffo, Schauspieler und Entertainer Karriere machte. Elstner erteilte Jahoda privaten Schauspielunterricht, verschaffte ihm Engagements (u. a. an den Brünner Kammerspielen) und unterschrieb bis zu Jahodas Volljährigkeit auch dessen Theaterverträge. Gegen Kriegsende kam Elstner in ein Lazarett der Roten Armee in Bratislava, wo er Jahoda wieder traf. Nach dem Zweiten Weltkrieg fanden Elstner und seine Familie zunächst gemeinsam mit Jahoda Aufnahme bei einer Tante Jahodas in Wien; weiterhin unterstützte er, wie bereits in Brünn, Jahoda wie einen Ziehsohn. Anschließend, ab etwa 1947/48, arbeitete er als Schauspieler, Sänger und Regisseur in Berlin. 1947 wirkte er am Metropoltheater in Berlin neben Sonja Ziemann in einer der Hauptrollen in der Uraufführung der Operette Nächte in Shanghai von Friedrich Schröder mit. In den frühen 1950er Jahren ging er nach Baden-Baden, wo er als freier Mitarbeiter des Südwestfunks tätig war. Nach dem Zweiten Weltkrieg übernahm er auch einige Filmrollen und wirkte in den 1950er Jahren bei Hörspielproduktionen des SWR (u. a. in einigen Maigret-Hörspielen) mit. 
Elstner war mit der Tänzerin und Schauspielerin Hilde Engel-Elstner verheiratet, mit der er vier Kinder hatte. Sein zweiter Sohn ist der spätere Entertainer und Showmaster Frank Elstner.